# Handroanthus arianeae
Handroanthus arianeae là một loài thực vật có hoa trong họ Chùm ớt. Loài này được (A.H.Gentry) S.O.Grose mô tả khoa học đầu tiên năm 2007.